# Indočína (film)
Indočína (v originále Indochine [ε̃dɔʃin]IPA) je francouzský dramatický snímek z roku 1992, který režíroval Régis Wargnier.

## Děj
Film zachycuje dějiny Francouzské Indočíny od 20. do 50. let 20. století prostřednictvím koloniální francouzské rodiny provozující kaučukové plantáže od povstání ve Vinh a vzpoury Yên Bái roku 1930 až do ženevských dohod (1954), které ukončily francouzskou přítomnost v Indočíně. V tomto historickém rámci se odehrává milostný příběh mezi dědičkou tohoto rodu Éliane a poručíkem francouzského námořnictva Jeanem-Baptistem. Éliane žije na kaučukové plantáži; se svým otcem a adoptivní dcerou-vietnamskou princeznou Camillou (její rodiče zahynuly) vede klidný život v ústranní. Situaci změní příchod mladého francouzského důstojníka Jeana-Baptisty, do nejž se obě ženy zamilují. Mladičká Camille je však zaslíbená jinému muži a proti své vůli je za něj provdána. Camille poté zastřelí v jednom sběrném táboře důstojníka, jen aby neztratila Jeana-Baptista; dvojice následně prchá a skrývá se, svému osudu však neunikne. Jean-Baptiste je zastřelen, Éliane musí navždy opustit zemi.

## Obsazení

### Hlavní a vedlejší role
| Catherine Deneuve        | Éliane Devries, dědička rodinné kaučikové plantáže       |
| Vincent Perez            | Jean-Baptiste Le Guen, poručík francouzského námořnictva |
| Jean Yanne               | Guy Asselin, šéf francouzské bezpečnostní služby Sûreté  |
| Linh Dan Pham            | Camille, vietnamská princezna, adoptivní dcera Éliane    |
| Dominique Blancová       | Yvette, manželka Dominique                               |
| Alain Fromager           | Dominique, dílovedoucí na plantáži                       |
| Eric Nguyen              | Thanh, vietnamský student                                |
| Carlo Brandt             | Castellani, inspektor bezpečnostní služby                |
| Jean-Baptiste Huynh      | Étienne                                                  |
| Hubert Saint-Macary      | Raymond                                                  |
| Henri Marteau            | Émile Devries, otec Éliane                               |
| Gérard Lartigau          | admirál                                                  |
| Andrzej Seweryn          | Hebrard                                                  |
| Mai Chau                 | Shen                                                     |
| Chu Hung                 | Mari de Sao                                              |
| Thibault de Montalembert | Charles-Henri                                            |

### Dabing
| Veronika Žilková | Yvette        |
| Jana Šulcová     | Éliane        |
| Lukáš Vaculík    | Jean-Baptiste |
| Andrea Elsnerová | Camille       |
| Jan Schánilec    | Guy           |
| Jan Bartoš       | Emil          |
| Vladimír Čech    | Castellani    |
| Jiří Čapka       | admirál       |
| Jaromír Meduna   | Hebrard       |
| Kamil Halbich    | Dominique     |

## Ocenění
- César: nejlepší herečka (Catherine Deneuve), nejlepší herečka ve vedlejší roli (Dominique Blanc), nejlepší kamera (François Catonné), nejlepší zvuk (Dominique Hennequin a Guillaume Sciama), nejlepší výprava (Jacques Bufnoir); nominace v kategoriích nejlepší film, nejlepší režie (Régis Wargnier), nejslibnější herečka (Linh Dan Phan), nejlepší herec ve vedlejší roli (Jean Yanne), nejlepší filmová hudba (Patrick Doyle), nejlepší střih (Geneviève Winding), nejlepší kostýmy (Pierre-Yves Gayraud a Gabriella Pescucci), nejlepší herečka (Catherine Deneuve)
- Goya: nejlepší evropský film
- Oscar: nejlepší zahraniční film
- Zlatý glóbus: nejlepší cizojazyčný film